# João IV de Monferrato
João IV de Monferrato ou João IV Paleólogo, em italiano:  Giovanni IV Paleologo, (24 de junho de 1412 – 19 de janeiro de 1464), foi marquês de Monferrato desde 1445 até à sua morte.

## Biografia
Filho primogénito, entre 4 irmãos e 2 irmãs, nasceu no Castelo de Pontestura, em Casale, do casamento dos marqueses João Jaime de Monferrato (1395 – 1445) e de Joana de Saboia (1392 – 1460), filha de Amadeu VII de Saboia, o conde vermelho da Saboia
Durante as infelizes campanhas empreendida pelos Paleólogos de Monferrato contra os Saboia foi feito prisioneiro pelo seu tio, Amadeu VIII de Saboia e usado como refém.
Lutou como condottiere pela República de Veneza na guerra que deflagrou após a morte, sem descendência, de Filipe Maria Visconti, duque de Milão. Depois dos ataques de Francisco I Sforza e da consequente crise, a notícia da queda de Constantinopla nas mãos dos turcos Otomanos em 1453, deixou a corte de Monferrato quase indiferente apesar do laços familiares com os Paleólogos bizantinos: João IV não podia dinamizar uma cruzada dada a situação desoladora das finanças do seu estado.
Tendo em conta o futuro da sua dinastia, casou, tardiamente, com Margarida de Saboia, filha de Luís de Saboia e de Ana de Chipre, apesar das relações difíceis anteriormente vividas entre as duas dinastias. O casamento celebrado em Casale em dezembro de 1458, proporcionou um dote de 100 000 escudos, e a devolução das  localidades de Trino, Morano, Borgo San Martino e Mombaruzzo.

## Descendência
Do seu casamento com Margarida de Saboia nasceu apenas uma filha:
- Helena Margarida (Elena Margherita) (1459 – 1496), que casou com Victor, Duque de Münsterberg.

No entanto, João IV teve também dois filhos ilegítimos:
- Sara (Sara) (1462–1503)
- Cipião (Scipione) (1463–1485)[2]

## Morte e sucessão
João IV morreu em Casale em 19 de janeiro de 1464, tendo sido sepultado na igreja de San Francesco, ao lado de seu pai. Sucedeu-lhe o seu irmão Guilherme VIII.